# Campeonato Panamericano de Clubes
El Campeonato Panamericano de Clubes fue un torneo de baloncesto oficial que se desarrolló entre 1993 y 2000, a excepción de 1998, cuando iba a disputarse en República Dominicana y fue suspendido por el Huracán Georges. El equipo que obtuvo el campeonato en más ocasiones fue el Franca Basquetebol Clube, con 4 títulos.
La Liga de las Américas, creada en 2007, fue una especie de continuación de dicho torneo.

## Campeonatos
| Ed. | Año           | Sede                           | Campeón                            | Subcampeón                         |
| I   | 1993 Detalles | Quito                          | Franca · Brasil                    | Atenas de Córdoba Argentina        |
| II  | 1994 Detalles | Ciudad de Córdoba/Olavarría    | Franca · Brasil                    | Olimpia de Venado Tuerto Argentina |
| III | 1995 Detalles | Santa Cruz do Sul/Porto Alegre | Rio Claro · Brasil                 | Peñarol de Mar del Plata Argentina |
| IV  | 1996 Detalles | Franca                         | Atenas de Córdoba Argentina        | Franca · Brasil                    |
| V   | 1997 Detalles | General Pico                   | Franca · Brasil                    | Atenas de Córdoba Argentina        |
| VI  | 1999 Detalles | Santo Domingo                  | Franca · Brasil                    | Vasco da Gama · Brasil             |
| VII | 2000 Detalles | Montevideo                     | Estudiantes de Olavarría Argentina | Aguada · Uruguay                   |

## Palmarés

### Títulos por equipo
| Equipo                   | País      | Títulos | Subtítulos | Años Campeón           |
| ------------------------ | --------- | ------- | ---------- | ---------------------- |
| Franca                   | Brasil    | 4       | 1          | 1993, 1994, 1997, 1999 |
| Atenas de Córdoba        | Argentina | 1       | 2          | 1996                   |
| Rio Claro Basquete       | Brasil    | 1       | 0          | 1995                   |
| Estudiantes de Olavarría | Argentina | 1       | 0          | 2000                   |
| Olimpia de Venado Tuerto | Argentina | 0       | 1          |                        |
| Peñarol de Mar del Plata | Argentina | 0       | 1          |                        |
| Vasco da Gama            | Brasil    | 0       | 1          |                        |
| Aguada                   | Uruguay   | 0       | 1          |                        |

### Títulos por país
| País      | Títulos | Subtítulos |
| --------- | ------- | ---------- |
| Brasil    | 5       | 2          |
| Argentina | 2       | 4          |
| Uruguay   | 0       | 1          |